# Die besten Jahre der Miss Jean Brodie
Die besten Jahre der Miss Jean Brodie (Originaltitel The Prime of Miss Jean Brodie) ist ein Filmdrama des Regisseurs Ronald Neame. Der Film basiert auf der Theateradaption des gleichnamigen Romans von Muriel Spark.

## Handlung
Jean Brodie, Lehrerin an einer Schule in Edinburgh in den 1930ern, beeinflusst mit ihren unkonventionellen Lehrmethoden die vier Mädchen Sandy, Monica, Jenny und Mary. Da sie sich nicht von ihrem Ex-Liebhaber Teddy Lloyd lösen kann und den Heiratsantrag des Musiklehrers Gordon Lowther ausschlägt, heiratet Letzterer eine andere Lehrerin. Brodies Manipulationen führen im weiteren Verlauf der Jahre zu einer Affäre zwischen Lloyd und Sandy und dem Tod von Mary. Daher lehnt sich Sandy gegen Jean Brodie auf und diese verliert ihre Anstellung.

## Auszeichnungen (Auswahl)
Für die Darstellung der Jean Brodie erhielt Maggie Smith 1970 einen Oscar als Beste Hauptdarstellerin. In der Kategorie Bester Song war Rod McKuen mit Jean für den Oscar nominiert. Im selben Jahr konnte er einen Golden Globe gewinnen.
Die Darstellerinnen Maggie Smith und Celia Johnson gewannen jeweils einen British Academy Film Award. Pamela Franklin wurde von dem National Board of Review als Beste Nebendarstellerin ausgezeichnet.

## Kritik
Das Lexikon des internationalen Films schrieb: „Die intendierte Auseinandersetzung zwischen fortschrittlichen und überkommenen Erziehungsmethoden leidet unter Wortlastigkeit und einer eher oberflächlichen Auseinandersetzung mit dem Thema. Darstellerisch ist der Film jedoch hervorragend.“ Der Evangelische Filmbeobachter beanstandet zwar, dass die Geschichte über die Lehrerin an ihrem komplexen neurotischen Charakter und an ihren faschistischen Ideen scheitere, merkt aber dann noch positiv an, dass das Psychogramm von Maggie Smith schauspielerisch ausgezeichnet zum Ausdruck gebracht werde.